# 俄羅斯聯邦併吞克里米亞
俄羅斯聯邦併吞克里米亞指的是俄羅斯於2014年2月20日至3月18日入侵烏克蘭，占领并径自宣布吞并克里米亞半岛，以及其後在烏克蘭東南方的行動所引發的一連串政治風波。俄羅斯政府在佔領後旋即策動獨立與加入公投，並在之後建立克里米亞聯邦管區並下設兩個聯邦主體——克里米亞共和國和塞瓦斯托波尔。该事件隨後因親俄部隊占領烏克蘭東部兩州首府而引爆了更為血腥慘烈的頓巴斯戰爭，事件導致當時的八大工業國組織其他成員國暫時凍結俄羅斯會籍，及後對俄羅斯實施制裁。俄美关系、俄欧关系自俄罗斯佔領克里米亚后一直得不到改善。同时也是持续至今已近10年的俄乌战争之开端。
2月22至23日，俄羅斯總統普京連夜召開國安會議，與聯邦安全局的一眾部長商討解救被廢黜的烏克蘭總統亞努科維奇，會議結束時普京說：「我們一定要開始設法讓克里米亞回歸俄羅斯。」。2月27日，幾萬名沒有徽章的俄羅斯蒙面部隊佔領了克里米亞最高議會，並奪下克里米亞全境的戰略重地，接着成立親俄羅斯的阿克肖諾夫政府、宣佈克里米亞獨立和舉行一場有爭議的公投。在此过程中，俄普京政府宣称“无意吞并克里米亚”，“已下令俄军撤离”。烏克蘭對此提出程序異議，因為烏克蘭中央政府尚不承認克里米亞共和國獨立（或加入俄羅斯）為合法。3月中，克里米亞開始討論納入俄羅斯聯邦，俄方表態反對「併吞」的標籤，而且普京辯稱獨立公投符合國際法。
多國領導人對於事件予以譴責，指這是非法併吞烏克蘭領土，違反俄羅斯簽署過的阿拉木圖宣言、獨立國家國協協定、乌俄两国友好合作伙伴关系条约當中「不干涉內政原則、不使用武力」「承認並尊重彼此的領土完整和現有邊界不可侵犯」條款、與布達佩斯安全保障備忘錄上有關烏克蘭的主權和領土完整性。但俄方稱根據民族自決原則根據聯合國憲章和國際法人民可以自由決定他們的政治地位，科索沃和南斯拉夫戰爭時西方以雙重標準來看待。然而1993年的《維也納宣言和行動綱領》即強調民族自決「不得被解釋為授權或鼓勵採取任何行動去全面或局部地解散或侵犯主權和獨立國家的領土完整或政治統一」。
聯合國大會也拒絕承認公投和佔領的合法性，又通過一項決議，申明「乌克兰在其国际公认边界内的领土完整」，同時特别指出克里米亚投票在軍事管制下的問題性，認定獨立過程中有瑕疵，公投結果「一概无效，不能成为改变克里米亚自治共和国或塞瓦斯托波尔市地位的基础」，並以此決議促请所有国家與国际组织不承认俄羅斯的後續佔領合法性，也不建議实施任何可能被解释为承认此次佔領的行动或交往。

## 背景

### 俄羅斯帝國吞并克里米亚
1783年4月19日，俄羅斯帝國吞并了克里米亚。在之后的俄国统治时期，多次对当地的居民进行种族清洗并移入了大量的俄罗斯族殖民者。其间在苏联统治时期还发生了克里米亚鞑靼人强制流放等一系列种族灭绝事件，这也使得克里米亚成为乌克兰各州中唯一一个俄族占比高于乌克兰族的地区。

### 苏联内部区划调整
1954年2月19日，在當時的蘇共中央第一書記赫鲁晓夫主導下，蘇聯最高蘇維埃主席團決議為紀念烏克蘭蘇維埃社會主義共和國成立35周年，將克里米亞由俄羅斯蘇維埃社會主義聯邦共和國劃歸烏克蘭蘇維埃社會主義共和國。

### 克里米亞自治共和國
1991年乌克兰独立公投中，克里米亚多数投票者支持自苏联独立。然而其后一些俄裔半島居民對此不滿，同时半島上還駐有俄羅斯海軍的黑海艦隊，當時情況相當緊張，有爆發戰爭的可能。在此期间，俄国策动当地“宣布獨立”，并在俄国议会通过决议宣称要求重新考虑克里米亚的归属问题。此举遭到乌克兰强硬回击。此后，俄羅斯租借克里米亞南部的塞瓦斯托波爾軍港的部份作為黑海艦隊的基地。1997年乌俄两国签定《乌俄两国友好合作伙伴关系条约》，根据条约规定，克里米亚半岛归乌克兰所有，两国承认苏联时期划分的俄乌边界，互相尊重领土完整，并同意通过用和平方式解决一切争端。

### 烏克蘭親歐盟示威運動
2013年底，时任乌克兰总统亞努科維奇违背竞选承诺，拒絕與歐盟簽署自由貿易協定，并试图加入俄国主导的欧亚经济共同体，引發烏克蘭政治危機，乌克兰各地爆发了大规模的示威运动，要求亚努科维奇同歐洲聯盟簽署聯合協議和自由貿易協議，拒絕成為歐亞經濟共同體成員國。随后示威运动其後漫延至乌克兰全境，亚努科维奇当局强行通过违宪的乌克兰反示威法并试图暴力弹压抗议，结果导致更大规模的冲突。2014年1月，亞努科維奇在抗议压力下向反對派做出讓步，接受了內閣的全體辭職，總理阿扎羅夫辭職下台。但示威者坚持要求亞努科維奇政府下台、提前舉行大選、對現屆政府人員進行制裁，并且坚持堅持烏克蘭必須與歐盟而不是與俄罗斯加強關係的主張。2014年，抗議活動升級。2月18日，親歐盟示威者和警察發生嚴重衝突，至少導致82人死亡，包括13名警察與記者，超過1,100人受傷。2月20日，再次發生大規模暴力事件。
2014年2月21日，亚努科维奇以访问哈尔科夫市为由离开基辅并叛逃至俄罗斯莫斯科。2014年2月22日，烏克蘭國會表決將總統亞努科維奇革職。2月28日，亞努科維奇在俄国頓河畔羅斯托夫開記者會，但拒絕辭職，并称自己之所以离开乌克兰是因为自己和亲人的人身安全受到威胁。2月24日，亞努科維奇被烏克蘭警方通緝。亚努科维奇叛逃后，请求俄国出兵帮助其复位，俄国派出除去了识别标识的俄军部队（小绿人）占领了克里米亚半岛和塞凡堡直辖市并在控制当地议会后举办了“入俄公投”，吞并了克里米亚半岛。
亚努科维奇事后承认是其要求俄国出兵乌克兰协助其夺权，但称其从未支持俄罗斯吞并克里米亚，并希望俄总统普京能让克里米亚回归乌克兰。亚努科维奇称“克里米亚从乌克兰分离出去”是一场“悲剧”，他难以接受。他希望有朝一日克里米亚能重归乌克兰”。但俄国并未理会亚努科维奇的请求。3月18日，俄羅斯径自宣布将克里米亞和塞瓦斯托波爾市吞并，作為聯邦主體編入克里米亞聯邦管區。
事后，亚努科维奇被缺席判决叛国罪罪名成立，被判处13年监禁。

## 經過

### 俄罗斯军事占领及与西方国家对峙
2月27日，不穿戴任何识别标志的俄羅斯軍隊人员（事后被称为小绿人）在克里米亚佔領一些战略要地，包括議會大樓和兩個機場，俄国占领军随即任命謝爾蓋·阿克肖諾夫為克里米亞自治共和國部長會議主席（總理）。基輔政府指責俄羅斯干預烏克蘭內部事務，但俄羅斯官方則否認這種說法。代理烏克蘭總統亞歷山大·圖奇諾夫指阿克肖諾夫被任命為總理違反烏克蘭憲法。
3月1日，俄羅斯議會批准總統普京在烏克蘭使用武力，將出動俄羅斯聯邦武裝部隊進駐烏克蘭境內，幫助謝爾蓋·阿克肖諾夫，直到烏克蘭的社會政治情勢正常化為止。謝爾蓋·阿克肖諾夫發表聲明，接管國內全部軍隊、警察與安全部隊，並請求俄羅斯總統普丁協助，確保克里米亞領土和平。謝爾蓋·阿克肖諾夫後來宣布將在3月30日舉行公民投票，決定克里米亞的地位。而乌克兰代总统、议长亞歷山大·圖奇諾夫於晚间下令乌克兰武装力量进入完全备战状态。
3月2日，刚被任命为烏克蘭海軍代理總司令的傑尼斯·别列佐夫斯基拒絕聽令於烏克蘭政府，並在幾小時以後向克里米亞部長會議主席謝爾蓋·阿克肖諾夫宣誓效忠克里米亞。
3月3日，位于克里米亚的乌克兰空军第240战术航空旅巴尔贝克空军基地倒戈，宣布效忠克里米亚亲俄当局。该空军基地有超过800人部队以及约50架飞机，其中包括45架米格-29战机及4架L-36教练机（但仅有4架战机和1架教练机可以使用）。克里米亚当局发言人表示，加上这个基地的军事人员，克里米亚的整个军事力量已经超过6,000人。
3月4日，约300名乌克兰士兵试图前往处于俄军控制下的巴尔贝克空军基地，俄军对乌克兰部队鸣枪阻行，乌部队高唱国歌、高呼“美国支持我们”，徒手与俄军对峙。当日，乌克兰第50、第55和第147导弹防空团，三个团、超过700名士兵倒戈，效忠克里米亚当局，消息指出该部队装备超20个“Buk”导弹系统，以及超30个“S-300 PS”导弹系统。当日夜間，據認為是來自俄羅斯的武裝人員在克里米亞塞瓦斯托波爾市附近的一個烏克蘭軍事基地外面與烏克蘭士兵對峙。一名BBC記者表示，兩輛俄國軍用卡車在基地外徘徊，周圍都是武裝人員和親俄國示威者。
3月5日烏克蘭的基輔地方法院下令拘捕阿克肖諾夫。俄羅斯黑海艦隊鑿沉一艘反潛艦以封鎖克里米亞港口的烏克蘭艦隊。
3月8日，烏克蘭臨時政府稱，烏克蘭一架軍用偵查机在距離烏克蘭與克里米亚边境千米處遭到炮轟，軍方偵查到當日有百輛俄軍車從费奥多西亚向辛菲罗波尔方向推進，並有兩百輛俄軍車於7日晚登陸克里米亞東部。但截止3月10日6時19分，俄羅斯尚未證實這一說法。当日，歐洲安全與合作組織派遣的50多名國際觀察員第三度試圖進入克里米亞，駐扎在哨點的親俄羅斯武裝向他們對空鳴槍驅逐。親俄羅斯武裝人員表示，觀察員沒有獲得授權進入克里米亞。歐安組織表示事件中無人受傷。
3月15日，据综合媒体报道，美俄两国都在克里米亚或附近地區增派驻扎军队及增发武器，克里米亚地区火药味十分浓重。在联合国就克里米亚问题进行决议遭俄罗斯一票否决後，俄军更是在克里米亚增派驻军，至16日，有消息表明此地俄军已经达到22,000人，已经超过黑海舰队驻克里米亚海军基地有关协议所规定的12,500人。
3月18日，位于克里米亚辛菲罗波尔的乌克兰军事基地附近，有一组穿俄式制服、拿美式步枪的疑似俄军的武装人士在活动，过程中射死一名当地自卫队员，另有一人受伤；随后该组武装又袭击了军事基地，造成一名乌克兰士兵丧生。
3月19日，位于塞瓦斯托波尔市的乌克兰海军总部被200名克里米亚亲俄民间活动人士占领，现场没有发生武装冲突，但海军司令谢尔盖·盖杜克（Sergiy Gayduk）遭到人身控制。亲俄人士要求乌克兰士兵“要么离开基地，要么加入克里米亚部队”，士兵随后离开海军总部，该总部降下乌克兰国旗，升起俄罗斯国旗。当天，克里米亚亲俄武装又在克西部的新奧澤爾內的一处乌克兰海军基地，用拖拉机撞开大门，控制了该基地的入口。乌克兰国防部发言人谢列兹涅夫（Vladislav Seleznev）在全球最大的社交网络Google+上称，“俄军”控制基地后停止了前进，目前正与乌克兰军队对峙。当晚，两处基地被亲俄势力和俄军占领。乌克兰安防负责人帕鲁比对此表示，正在计划撤离在克里米亚的全部乌克兰士兵及家属，并计划对来乌克兰旅行的俄罗斯民众实行签证制度。俄罗斯则称可能以同样方式回击。乌克兰国防部长也于当天表示，试图进入克里米亚缓解局势的努力，因克当局禁止其入内而落空。。
3月20日，路透社报道，位于克里米亚辛菲罗波尔西南30公里处的巴赫奇萨赖的乌克兰海军基地被俄军占领，乌克兰士兵被要求离开，未发生暴力冲突。这已是第三处被俄军和亲俄势力占领的乌克兰海军基地。
3月24日，八大工業國組織除俄国以外的其它七国决定将俄罗斯的會籍暫時凍結，而俄罗斯外交部长拉夫羅夫对此表示，「退出八國集團對俄羅斯來說稱不上是悲劇」。在俄罗斯联邦外交部的官方微博上，也呼吁中国站在俄罗斯一边，称现在俄罗斯所面临的情况「有點兒類似于中國在天安門事件後所遭遇的境況」。
3月28日，俄罗斯总统普京向俄军表示祝贺，称发生在克里米亚的事情是对俄罗斯军队的一次严峻考验，他们在这个过程中展示了俄罗斯军队“新能力”和崇高的道德精神。
4月1日，乌克兰代理外交部长安德烈·杰希察称乌克兰准备向联合国国际法院起诉俄罗斯，要求俄方归还克里米亚。

### 克里米亞吞并公投、單方面宣佈獨立並加入俄聯邦
3月6日，此前被俄军武装人员控制的克里米亚自治共和国议会以78票贊成、0票反对、8票弃权的结果通过投票，一致同意该地区成为俄罗斯的一部分，並將在16日進行公民投票決定歸屬。乌克兰臨時政府总理阿尔谢尼·亚采纽克称此决议违法。俄罗斯表示，总统普京已经得知克里米亚的要求，并在国安会议上进行讨论。美国则表示，此决议违反乌克兰宪法。
3月7日，俄羅斯聯邦会议正式通過克里米亞脫離烏克蘭並重新加入俄羅斯聯邦的請求。與此同日，俄羅斯聯邦共產黨第9任中央委員會第一書記的根納季·安德烈耶維奇·久加諾夫在國營電視臺發表聲明，支持克里米亞成爲隸屬俄羅斯聯邦管轄的自治共和國。同日，烏克蘭代總統亞歷山大·圖奇諾夫簽署命令，中止脫烏入俄公投決議的效力。
3月8日，烏克蘭東部的亲俄派在顿涅茨克、哈尔科夫、第聂伯罗彼得罗夫斯克等多座城市集会，要求仿效克里米亚，就「脱乌入俄」議題進行公投。同日，克里米亞在辛菲罗波尔成立自己的武裝部隊並舉行成立儀式，克里米亚自治共和国总理阿克肖诺夫稱，駐克里米亚的亲俄武装力量已达到11,000人，已包围了所有的乌克兰军事基地。美國表示將對俄羅斯進行進一步制裁，而俄國則表示將撤銷美國的核武器覈查權。
3月9日，克里米亚自治共和国副总理捷米尔加利耶夫（Temirgaliyev）称，烏克蘭临时政府已將克里米亚自治共和国财政部的电子系统封閉，并冻结其资产。
3月11日，克里米亚自治共和国议会以78票赞成（共81名议员）通过独立宣言，为通过法律程序及脱乌入俄公投铺垫。
3月15日，乌克兰最高拉达投票通过决议，决定提前解散克里米亚议会。在投票表决中，278名乌克兰议会议员投赞成票。该决议经表决后立即生效。同日，联合国安理会就乌克兰问题决议草案进行表决。这一草案称将于16日举行的克里米亚公决“无效”，“不能构成任何改变克里米亚现状的基础”，当天投票结果为13票赞成、1票否决（俄罗斯）、1票弃权（中国）。由于常任理事国之一的俄罗斯行使了否决权，故草案未能通过。
3月16日，俄占当局在克里米亚举办的不受国际承认的公决正式开始，全民公决的问题如下：一、是否赞成克里米亚在享有俄罗斯联邦主体权利的基础上与俄罗斯重新合并？二、是否赞成恢复克里米亚共和国1992年宪法并赞成克里米亚作为乌克兰的一部分？
3月17日，俄国宣称公投结果显示绝大多数选民支持脱乌入俄。克里米亞自治共和国議會宣布联合塞瓦斯托波爾市正式脱离烏克蘭独立，并成立克里米亞共和国，准备加入俄罗斯联邦，未获得烏克蘭和国际社会的普遍承认。
3月18日，普京和克里米亚共和国“议长”、“总理”及塞瓦斯托波尔市市长签署克里米亚入俄条约。条约规定，克里米亚共和国和塞瓦斯托波尔自18日起，各以联邦主体身份加入俄罗斯。普京19日向议会提交了有关克里米亚共和国与塞瓦斯托波尔加入俄罗斯联邦的法案。
俄罗斯国家杜马（下议院）于20日、联邦委员会（上议院）于21日先后批准了克里米亚共和国及塞瓦斯托波尔市作为新联邦主体加入俄罗斯联邦的国家间条约，以及有关克里米亚共和国及塞瓦斯托波尔入俄和俄罗斯联邦新主体一体化过渡期的程序的联邦宪法法律。

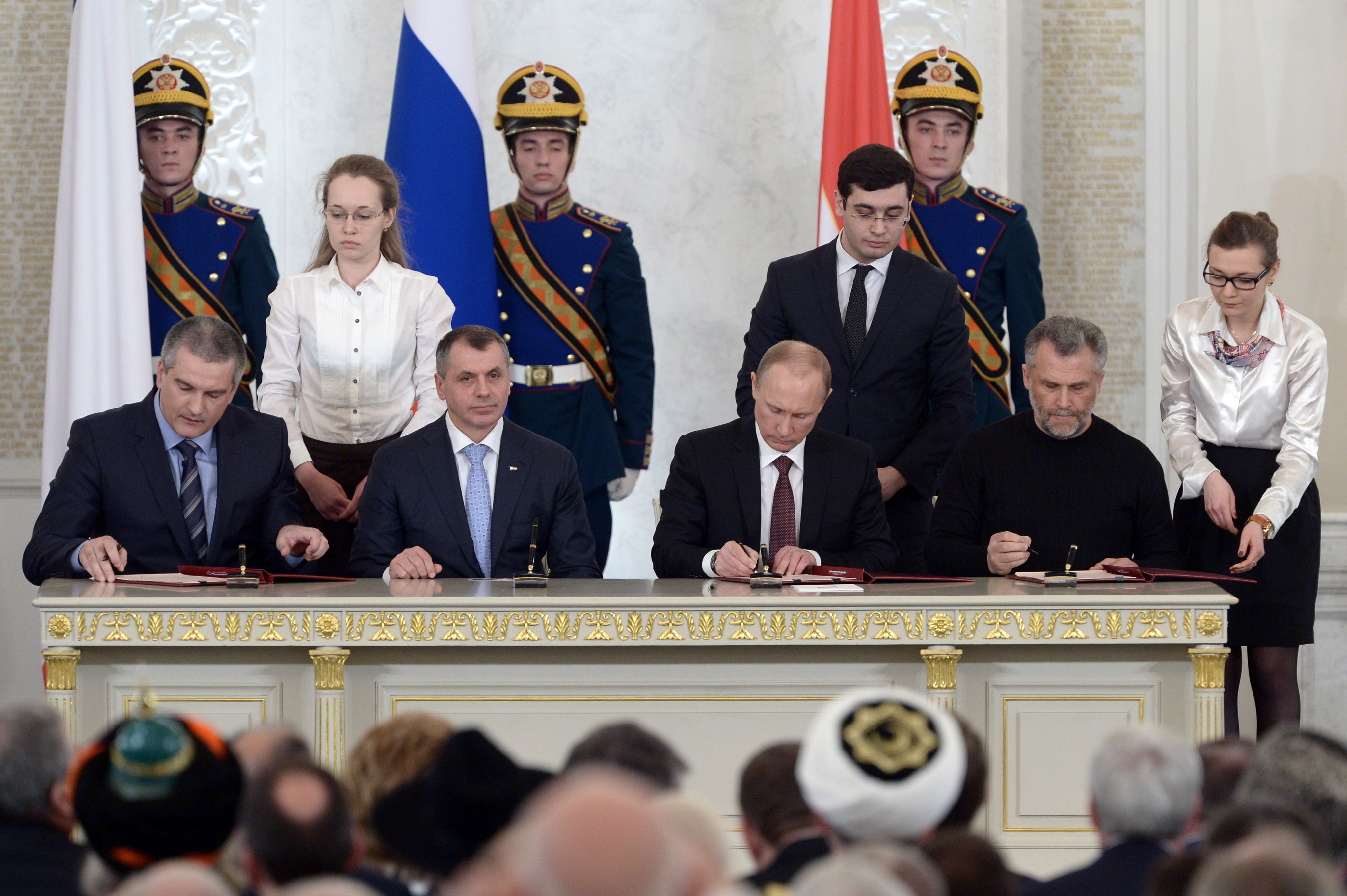
俄罗斯总统普京在克林姆林宫签署克里米亚并入俄罗斯联邦的协议

3月21日，俄罗斯总统普京签署已获俄罗斯国会上下两院批准的法案，完成克里米亚共和国与塞瓦斯托波尔加入俄罗斯的所有法律程序，使两地正式加入俄罗斯联邦，并被编入克里米亚联邦管区。
3月24日，克里米亚共和国宣布正式启用俄羅斯盧布作為其流通貨幣。
3月25日，願效忠於烏克蘭的軍隊開始陸續低調從克里米亞撤離。
3月26日，克里米亚共和国成立「克里米亞鐵路公司」，以接管當地的鐵路系統。
3月27日，联合国大会以100票赞成，11票反对和58票弃权通過決議，认定克里米亚举行的脱离乌克兰加入俄罗斯的全民公投“破坏了国家的领土完整，违反国际法，是一次不合法的投票活动”。
克里米亞宣佈調快2小時，加入莫斯科時區（UTC+3），同莫斯科同一時間。
3月31日，普京签署成立克里米亚事务部的命令，任命奥列格·萨维利耶夫为部长。同日俄罗斯紧急情况部发言人德罗贝舍夫斯基宣布俄罗斯已经给克里米亚派出26支人道援助车队，运送重量约为1,600吨的人道援助物资。
4月1日，俄罗斯总理梅德韦杰夫访问克里米亚，在克里米亚共和国与塞瓦斯托波尔市社会与经济发展会议上宣布俄罗斯政府决定将克里米亚划为经济特区，在克里米亚共和国与塞瓦斯托波尔投资的公司可以享受减税优惠政策。
4月3日，克里米亚共和国与塞瓦斯托波尔市被俄罗斯编入俄罗斯南方军区。
4月11日，俄罗斯修订宪法，将克里米亚共和国与塞瓦斯托波尔市作为联邦主体写入条文；同日克里米亚议会也通过新宪法，宣称克里米亚共和国是“俄罗斯联邦内的民主法制国家和平等的联邦主体”。

## 影响
3月8日，烏克蘭東部的亲俄示威者及渗透到乌克兰的俄国武裝分子在顿涅茨克、哈尔科夫、第聂伯罗彼得罗夫斯克等多座城市集会，要求仿效克里米亚，就「入俄」議題進行公投。
4月3日，由于乌克兰通知万国邮政联盟称克里米亚地区的邮件投递将不再得到保障，德国邮政宣布不再接受寄往克里米亚的信件，但通过德国邮政旗下敦豪快递进行的紧急文件和货物投递不受影响。同日，麦当劳宣布在辛菲罗波尔、塞瓦斯托波尔和雅尔塔的快餐店暂时停业。
4月7日，约100名亲俄示威者占领了乌克兰东部城市顿内次克的政府大楼，要求成立独立的“頓涅茨克人民共和國”，还要求不迟于5月11日就独立举行公投。据称，有示威者请求俄罗斯“在局势激化时派来维和部队”。
2014年3月起，乌克兰哈尔科夫的球迷创作歌曲《普丁傻逼》来发泄对普京的不满，并很快在乌克兰国内多地传唱，还引起许多国际媒体的关注。
乌克兰总统波罗申科和国防部长瓦列里·谢列特在就任后都发表演说发誓夺回克里米亚，谢列特还称将在塞瓦斯托波尔庆祝胜利。
荷兰阿姆斯特丹的一家博物馆于2月初至8月31日举办有关克里米亚的展览，展出大量来自克里米亚的文物，但由于展览结束时克里米亚已被俄罗斯吞并，并且荷兰不承认俄罗斯宣示的主权，为此该博物馆不得不求助法学专家和荷兰外交部解决文物归属问题。
俄国侵占克里米亚还导致了抵制俄货运动。
另外在北歐，原本軍事上持中立立場的瑞典和芬蘭，不承认俄羅斯吞併克里米亞半島的主权，開始考慮加入北大西洋公約組織，並加強與北約的合作。

## 国际反应

2014年克里米亚危机国际反应
----
俄罗斯
承認俄羅斯的利益
支持俄罗斯的行动及/或谴责烏克蘭臨時政府
支持和平解决冲突
支持烏克蘭領土完整
譴責俄羅斯行動
譴責俄羅斯行動及軍事介入
乌克兰

### 積極反对俄羅斯干預克里米亞

#### 联合国
3月1日，在联合国安理会的紧急闭门会议后，联合国秘书长潘基文的发言人发表声明说，秘书长是“严重关注乌克兰形势的恶化”，计划不久就会与俄罗斯总统普京会谈。声明呼吁“充分尊重和保护乌克兰的独立、主权和领土完整”，要求“立即恢复和平和直接对话”。安理会表示支持乌克兰统一、领土完整和主权。会议一致认为，最重要是，在乌克兰所有的政治行动者保持最大的克制，并呼吁包容性对话和承认乌克兰社会的多样性。

#### 北大西洋公约组织
2014年3月2日，北约秘书长安诺斯·福格·拉斯穆森宣称将向乌克兰部署国际观察员以和平解决危机，并呼吁俄罗斯撤军。
北約理事会谴责俄罗斯在克里米亚半岛的军事升级，说这是违反国际法的。

#### 欧洲联盟
3月1日，欧盟外交事务主管凯瑟琳·阿什顿说，欧盟“谴责”俄罗斯在乌克兰的军事行动的决定，称其“为毫无根据的紧张升级”。她呼吁“通过对话使各方立即减少紧张，充分尊重乌克兰和国际法”，并补充称，“乌克兰的统一、主权和领土完整必须同时得到各方尊重。任何违反这些原则是不可接受的，比以往任何时候都更需要克制和责任心”。

#### 美国

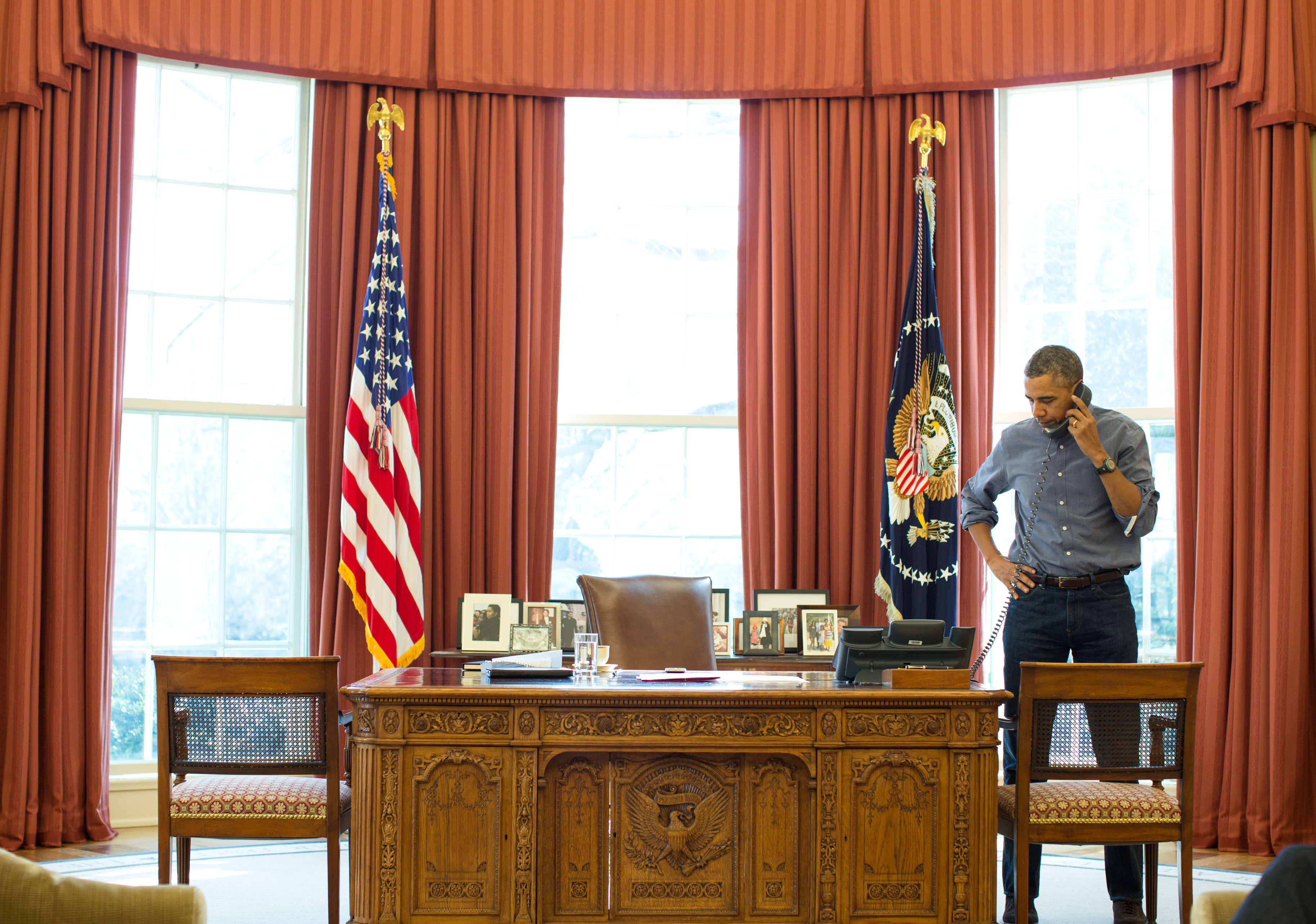
3月1日美国总统奥巴马在椭圆形办公室与俄羅斯总统普京通电话

3月2日，美国总统巴拉克·奥巴马与俄羅斯总统弗拉迪米爾·普丁通完电话后，呼吁俄罗斯缓和与乌克兰的紧张局势，把俄军撤回基地，不要干涉乌克兰其他地区的事务。美国国务卿約翰·克里则警告俄罗斯，扬言将俄逐出八国集团，并暂停了在索契的G8峰会筹备工作。美国政府也开始与国会商讨，如何对俄罗斯实施经济和金融制裁的事宜。

#### 英国
英国外交大臣威廉·黑格表示“深切关注”升级的紧张局势，和俄罗斯议会授权采取军事行动的决定。他还说：“这一行动可能严重威胁到乌克兰的主权、独立和领土完整。我们谴责任何对乌克兰的侵略行为。”
2014年3月2日，英国首相戴维·卡梅伦宣布，政府因克里米亚半岛局势，打算抵制索契2014年冬季残奥会，而爱德华王子在政府的建议下取消了前往参加索契残奥会的计划。“这些决定不会影响英国参与比赛。”

#### 德国
德国总理梅克爾指责俄罗斯总统普丁对克里米亚的干预违背了国际法，建议成立一个“事实调查团”以开启政治对话。

#### 加拿大
3月1日，加拿大召回駐俄羅斯大使。

#### 瑞典
3月1日，瑞典外交大臣卡爾·比爾特提出幾項聲明，譴責俄羅斯軍事佔領克里米亞。

#### 
3月2日，澳大利亞總理艾伯特說，俄羅斯在烏克蘭的行動“並非是朋友應有的行為……我認為俄羅斯應該撤退”。

#### 新西兰
3月2日，紐西蘭外交部長麥卡利說，情況“令人深感不安”。

#### 保加利亚
3月1日，保加利亞總統罗森·普列夫内利耶夫在一份聲明中說：“保加利亞維護烏克蘭國家主權，領土完整與民主。”總統進一步表示，外國軍隊及他們在一個主權國家的領土內進行未經授權的活動「引發嚴重關切」，並呼籲停止「本地區的任何挑釁行動，將導致國際秩序產生不可彌補的後果」。

#### 捷克
3月1日，外交部長扎奧拉萊克說「我毫不含糊地反對和譴責俄羅斯聯邦在最近幾天採取的步驟……俄羅斯已經承諾，不僅要尊重烏克蘭的領土完整和主權」。他還表示，這種行為讓他想起1968年華沙公約組織入侵捷克斯洛伐克。

#### 丹麦
外交大臣马丁·利泽高表示「這是俄羅斯入侵烏克蘭」。他明確表示，丹麥正在與歐盟其他成員國準備譴責聲明。他還呼籲俄羅斯尊重國際法。

#### 爱沙尼亚
3月1日，爱沙尼亚外交部長烏爾馬斯·佩特（Urmas Paet）表示「俄羅斯議會決定授權軍隊在烏克蘭用兵，明顯威脅烏克蘭主權和領土完整」，俄羅斯對於烏克蘭「……的軍事威脅和行動必須停止」。他呼籲烏克蘭領導層緩和緊張局勢，恢復社會團結。

#### 芬兰
3月1日，外交部长埃爾基·圖奧米奧亞表示俄羅斯正在侵略克里米亞境內，俄羅斯違反一些國際條約和法律。

#### 法國
法國外交部表達關切克里米亞的情勢，部長洛朗·法比尤斯表示將維護烏克蘭的領土完整。

#### 義大利
意大利總理马泰奥·伦齐定義這次軍事佔領為不可被人接受的侵犯行為。還表示，他希望有一個和平的結果。

#### 羅馬尼亞
3月2日，罗马尼亚總統特莱扬·伯塞斯库說，任何俄羅斯在烏克蘭的軍事活動，沒有烏克蘭的批准並超出雙邊協定的限制，將被視為侵略行為。

#### 波蘭
3月1日，波蘭「強烈呼籲俄羅斯尊重烏克蘭的領土，遵守國際法，包括組織安全與歐洲的基本原則……我們敦促各方遵守1994年12月布達佩斯備忘錄，使烏克蘭安全獲得保障，可以尊重和履行承諾」。

### 未積極支持任何一方

#### 中华人民共和国
中华人民共和国外交部发言人秦刚在2014年3月2日举行的外交部例行记者会上表示，中国尊重乌克兰的领土完整，中国地图出版社和自然资源部公开的世界地图上，以及百度地图、高德地图等主流地图软件都将克里米亚划为乌克兰领土。在俄罗斯吞并克里米亚后中国政府也没有承认克里米亚属于俄罗斯。
中国常驻联合国代表刘结一在安理会发言称，中方对当前乌克兰局势“深表关切”。他认为乌克兰局势走到今天这一步“事出有因”，称联合国安理会就克里米亚公投问题发布的决议草案会造成对立，并谴责了乌克兰武装冲突中针对平民的暴力活动，且表示反对单方面针对俄罗斯的制裁。
3月4日，中华人民共和国主席习近平与俄国总统普京在一次电话交谈中，表达了他相信普京能与相关各方通过谈判达成政治解决方案的能力。他阐述了中方原则立场，指出乌克兰局势发展到今天，偶然中有必然。中方相信俄方能同各方协调，推动问题得到政治解决，维护地区和世界和平稳定。
2019年12月，乌克兰在联合国大会上提交了一份“克里米亚和塞尔瓦斯托波尔以及亚速海和黑海部分水域军事化”的决议草案，要求俄罗斯从克里米亚撤军，中国等19个国家针对议案投下反对票。

#### 日本
日本外務大臣岸田文雄表示，日本政府關注有關情況，並敦促各方保持克制。

#### 印度
印度國家保安顧問Shivshankar Menon於3月6日表示俄羅斯對克里米亞擁有正當的權利並認為應該透過對話化解危機，但由於國家保安顧問並不是印度內閣成員，一般認為其發言不代表國家官方立場；3月19日，印度政府正式發表不支持任何國家作出單方面的制裁並且要求尊重國家主權。

#### 哥伦比亚
外交部代表政府發布一份新聞稿，指出「深表關切烏克蘭局勢，同時也譴責過去幾天發生的暴力事件」。哥倫比亞敦促烏克蘭政府「維護人權和公民基本自由」。

#### 中華民國
中華民國外交部發布新聞稿，表示中華民國政府對克里米亞舉行之公投表示關切。中華民國政府支持任何有助於解決烏克蘭當前所面臨問題的方案，同時再度呼籲各方尊重烏克蘭的主權獨立、領土完整及民主發展。

#### 梵蒂冈
教宗方濟各呼籲國際社會「支持對話與和諧的任何倡議」。

#### 马来西亚
马来西亚外交部发表声明，表示马来西亚政府对克里米亞舉行之公投表示关注，并呼吁各方尊重烏克兰的主权独立、领土完整及民主发展。

### 支持俄罗斯干预克里米亚

#### 古巴
古巴外交部長布魯諾·羅德里格斯（Bruno Rodriguez）譴責華盛頓和北約「虛偽的雙重標準和侵略」，並警告任何北約擴展至俄羅斯邊境的企圖，認為公然違反國際法和聯合國憲章，對於全球和平、安全和穩定構成威脅。

#### 叙利亚
總統巴沙尔·阿萨德2014年3月6日表態支持普丁努力維持友好鄰國烏克蘭的治安與穩定。

#### 委內瑞拉
總統尼古拉斯·马杜罗支持俄羅斯對克里米亞的軍事行動並譴責烏克蘭極端民族主義策劃的政變。

#### 朝鮮民主主義人民共和國
2017年10月，朝鲜于新发布的世界地图册将克里米亚标示为俄罗斯领土，朝方尊重公投结果，在联合国表决时表达了这一问题的立场，认为克里米亚是俄罗斯联邦不可分割的组成部份。

#### 尼加拉瓜
尼加拉瓜政府承认俄羅斯对克里米的领土主权，该国驻俄大使也曾访问克里米亚半岛，并于2021年在克里米亚半岛开设驻俄名誉领事馆，从而导致乌克兰对尼加拉瓜实施经济制裁。

## 軼事
因爲這次危機，西方國家紛紛制裁俄羅斯，而俄羅斯也對西方國家進行了報復性制裁。其中受到衝擊的波蘭國內提出了「每天五蘋果，普丁遠離我」的口號。

### 引用
1. ↑  лидер, Биржевой. . www.profi-forex.org. 2014-04-21  [2023-12-19]. （原始内容存档于2014-04-24） （ru-RU）.
2. 1 2  Weaver, Courtney. . Financial Times. 2015-03-15  [2015-03-16]. （原始内容存档于2015-06-28）.
3. ↑  , Ukrinform, 2014-02-28  [2014-03-03], （原始内容存档于2015-09-10）
4. ↑  . Kyiv Post. 2014-03-26  [2015-03-24]. （原始内容存档于2017-10-19）.
5. ↑  . Georgia Newsday. 2014-03-20  [2015-03-24]. （原始内容存档于2015-09-09）.
6. ↑  Bridget Kendall. . BBC. 2014-03-02  [2015-03-24]. （原始内容存档于2017-06-21）.
7. ↑  . The Daily Beast. 2014-03-01  [2014-03-02]. （原始内容存档于2017-05-19）.
8. ↑  Gumuchian, Marie-Louise; Smith-Spark, Laura; Formanek, Ingrid. . CNN. 2014-02-27  [2014-02-27]. （原始内容存档于2014-03-03）.
9. ↑  . BBC News. 2014-03-06  [2015-09-04]. （原始内容存档于2017-04-25）.
10. ↑  . The Concord Monitor. 2014-03-19  [2014-03-20]. （原始内容存档于2014-03-20）.
11. ↑  . BBC News. 2014-03-19  [2014-03-20]. （原始内容存档于2017-06-22）.
12. ↑  . The Moscow Times. 2014-02-25  [2014-03-02]. （原始内容存档于2016-04-03）.
13. 1 2  . Euronews. 2014-02-25  [2014-03-03]. （原始内容存档于2016-03-04）.
14. ↑  . The Straits Times. 2014-03-09  [2014-03-09]. （原始内容存档于2014-03-09）.
15. ↑  . The Washington Post. 2014-02-25  [2014-03-03]. （原始内容存档于2014-02-27）.
16. ↑  Pollard, Ruth. . The Sydney Morning Herald. 2014-03-13  [2014-03-12]. （原始内容存档于2015-07-04）.
17. ↑  . CBS News. CBS Interactive, Inc. 2014-03-25  [2014-03-25]. （原始内容存档于2014-03-25）.
18. ↑  . UA. Interfax. 2012-10-20  [2014-03-03]. （原始内容存档于2017-09-27）.
19. ↑  . The Guardian. 2014-02-26  [2014-02-27]. （原始内容存档于2014-02-27）.
20. ↑  Ewen MacAskill, defence correspondent. . The Guardian. 2014-02-28  [2015-09-04]. （原始内容存档于2015-10-23）.
21. ↑  . NPR. 2014-03-04  [2014-03-19]. （原始内容存档于2014-03-05）.
22. ↑  Faiola, Anthony. . The Washington Post. 2014-03-17  [2014-03-24]. （原始内容存档于2014-03-19）.
23. ↑  Heather Saul; Kim Sengupta. . The Independent. 2014-03-19  [2015-03-24]. （原始内容存档于2014-03-19）.
24. ↑  . Reuters.   [2014-10-02]. （原始内容存档于2015-02-18）.
25. ↑  Aleksander Vasovic; Gabriela Baczynska. . The Sudbury Star. Reuters. 2014-03-24  [2014-03-24]. （原始内容存档于2014-03-25）.
26. ↑  . Kyiv Post. 2014-02-26  [2014-02-27]. （原始内容存档于2014-02-26）.
27. ↑  JC Finley. . United Press International. 2014-02-27  [2014-03-09]. （原始内容存档于2014-03-03）.
28. ↑   [The deceased was a Crimean Tatar on his way to enlist when he was captured "vigilantes"]. LB.ua. 2014-03-17  [2015-03-24]. （原始内容存档于2014-03-18） （俄语）.
29. ↑   [Brutally murdered Crimean Tatar's name was Reşat Ametov. Three toddlers left orphaned.]. censor.net.ua. 2014-03-18  [2014-04-03]. （原始内容存档于2014-10-06） （俄语）.
30. ↑  . ITAR TASS. 2014-03-21  [2014-03-21]. （原始内容存档于2015-03-20）.
31. ↑  . kremlin.ru. 2014-10-24  [2015-09-04]. （原始内容存档于2015-04-06）. I will be frank; we used our Armed Forces to block Ukrainian units stationed in Crimea, but not to force anyone to take part in the elections
32. ↑  Bruno Waterfield; Peter Dominiczak; David Blair; The Daily Telegraph. . Business Insider. 2014-03-24  [2015-03-08]. （原始内容存档于2020-09-20）.
33. ↑  在俄罗斯方面制作的宣传影片《克里米亞回家之路 （页面存档备份，存于）》中有詳細說明
34. ↑  俄羅斯國營電視台「克里米亞回家之路」紀錄片簡介https://www.dailymail.co.uk/video/news/video-1165795/Vladimir-Putin-admits-plot-Russia-annex-Crimea.html （页面存档备份，存于）
35. ↑  Simon Shuster. . Time. 2014-03-10  [2015-03-08]. （原始内容存档于2014-09-11）. Before dawn on Feb. 27, at least two dozen heavily armed men stormed the Crimean parliament building and the nearby headquarters of the regional government, bringing with them a cache of assault rifles and rocket propelled grenades. A few hours later, Aksyonov walked into the parliament and, after a brief round of talks with the gunmen, began to gather a quorum of the chamber's lawmakers.
36. ↑  Alissa de Carbonnel. . Reuters. 2014-03-13  [2015-03-08]. （原始内容存档于2015-06-26）. Only a week after gunmen planted the Russian flag on the local parliament, Aksyonov and his allies held another vote and declared parliament was appealing to Putin to annex Crimea
37. ↑   [On the dissolution of the Verkhovna Rada of the Autonomous Republic of Crimea]. Verkhovna Rada of Ukraine. 2014-03-15  [2015-09-04]. （原始内容存档于2017-12-10） （乌克兰语）.
38. ↑  . 环球网.   [2022-10-12]. （原始内容存档于2022-10-08） （中文（中国大陆））.
39. 1 2  . 朝鮮日報中文版.   [2022-10-12]. （原始内容存档于2022-10-12） （韩语）.
40. ↑  鲁斯兰·普霍夫. . 纽约时报中文网. 2014-03-08  [2022-10-12]. （原始内容存档于2022-10-13） （中文（简体））.
41. ↑  Oleksandr Turchynov.  [Declaration "On the struggle for the liberation of Ukraine"]. Parliament of Ukraine. 2014-03-20  [2014-04-24]. （原始内容存档于2017-08-30） （乌克兰语）.
42. ↑   [Lavrov called Western declarations about the annexation of Crimea as being offensive]. vz.ru. 2014-03-21  [2015-03-08]. （原始内容存档于2017-09-05） （俄语）.
43. ↑  Mike Collett-White; Ronald Popeski. . Reuters. 2014-03-16  [2015-03-08]. （原始内容存档于2015-09-24）.
44. ↑  聯合國文件檔案編號A/46/771，UN A/47/60，條約註冊編號52240
45. ↑  Fred Dews. . Brookings. 2014-03-19  [2015-03-08]. （原始内容存档于2016-03-20）.
46. ↑  聯合國官方網頁.   [2022-05-31]. （原始内容存档于2022-06-27）.
47. ↑  . China Central Television. 2014-03-28  [2015-03-08]. （原始内容存档于2018-03-04）.
48. ↑   (PDF). United Nations. 2014-04-01  [2014-04-24]. （原始内容 (PDF)存档于2014-04-07）.
49. ↑  Ibid., para. 5
50. ↑  Ibid., para. 6.
51. ↑  . world.huanqiu.com.   [2022-03-01]. （原始内容存档于2022-02-23）.
52. 1 2  . 基輔郵報. 2013-12-15  [2014-07-13]. （原始内容存档于2014-06-27） （英语）.
53. ↑  . 基輔郵報. 2013-11-25  [2014-07-13]. （原始内容存档于2014-03-10） （英语）.
54. ↑  . 基輔郵報. 2013-11-21  [2013-11-27]. （原始内容存档于2013-11-26） （英语）.
55. ↑  俄國敦促烏克蘭反對派結束威脅加緊談判BBC中文網
56. ↑  Herszenhorn, David M. . New York Times. 2013-12-01  [2013-12-02]. （原始内容存档于2013-12-03） （英语）.
57. ↑  Brian Bonner. . 基輔郵報. 21 November 2013  [27 November 2013]. （原始内容存档于2014-07-05） （英语）.
58. ↑  .   [2008-12-01]. （原始内容存档于2008-12-01）.
59. ↑  Ukraine: Speaker Oleksandr Turchynov named interim president （页面存档备份，存于）, BBC News (23 February 2014)
Ukraine protests timeline （页面存档备份，存于）, BBC News (23 February 2014).
60. ↑  .   [2022-11-04]. （原始内容存档于2022-11-04）.
61. 1 2  . 国际在线. 2014-02-28  [2014-02-28]. （原始内容存档于2014-02-28）.
62. ↑  .   [2020-09-16]. （原始内容存档于2019-06-11）.
63. ↑  亚努科维奇被乌警方通缉 行踪依旧成迷 的存檔，存档日期2014-03-02.，亚太日报，2014年2月24日
64. ↑  .   [2014-02-24]. （原始内容存档于2014-03-02）.
65. ↑  . 北京晨报. 2014-04-02  [2014-04-05]. （原始内容存档于2014-04-07）.
66. ↑  张茵. . www.xinhuanet.com.   [2022-12-25]. （原始内容存档于2019-01-26）.
67. ↑  . The New York Times. 2014-02-27  [2014-03-01]. （原始内容存档于2014-03-03）. Masked men with guns seized government buildings in the capital of Ukraine's Crimea region on Thursday, barricading themselves inside and raising the Russian flag after mysterious overnight raids that appeared to be the work of militant Russian nationalists who want this volatile Black Sea region ruled from Moscow.
68. ↑  . Reuters. 2014-03-01  [2014-03-01]. （原始内容存档于2014-02-28）.
69. ↑  ,   [2014-03-02], （原始内容存档于2015-09-24）
70. ↑  Alissa de Carbonnel; Alessandra Prentice. . Reuters. 2014-02-28  [2014-03-01]. （原始内容存档于2014-02-28）.
71. ↑  .   [2014-03-18]. （原始内容存档于2014-03-28）.
72. ↑  （乌克兰語） The new prime minister is the leader of Russian Unity, Ukrayinska Pravda (27 February 2014) （页面存档备份，存于）
73. ↑  . New York Times. 2014-03-01  [2014-03-01]. （原始内容存档于2014-03-01）.
74. ↑  Ukraine crisis: Crimea leader appeals to Putin for help （页面存档备份，存于） BBC Retrieved on March 1, 2014
75. ↑  烏克蘭風雲 3分鐘看懂（懶人包） （页面存档备份，存于），中央社，2014年3月2日
76. ↑  . Islamnews.ru.   [2014-03-01]. （原始内容存档于2014-03-01）.
77. ↑  乌克兰任命18位新州长 将向地方下放权利 （页面存档备份，存于），网易新闻。
78. ↑  Order of the President of Ukraine No.227/2014. About dismissal of D.Berezovskiy from the post of commander of the Naval Forces of of Ukraine （页面存档备份，存于）. President of Ukraine. March 2, 2014
79. ↑  Berezovsky was dismissed and against him are filed charges （页面存档备份，存于）. Ukrinform. March 2, 2014
80. ↑  . BBC. 1970-01-01  [2014-03-02]. （原始内容存档于2017-06-21）.
81. ↑  乌克兰空军携45架米格29脱离军方 倒向俄军 （页面存档备份，存于），人民网。
82. ↑  乌克兰军人无惧开枪示警扛旗列队对峙俄军 （页面存档备份，存于），新浪图片。
83. ↑  .   [2014-03-05]. （原始内容存档于2014-03-09）.
84. ↑  . BBC中文網. 2014-03-11  [2014-03-11]. （原始内容存档于2014-03-15）.
85. ↑  The court gave the green light to arrest "puppets of Putin" in Crimea （页面存档备份，存于）. Ukrayinska Pravda. March 5, 2014
86. ↑  . 洛杉磯時報. 2014年3月5日  [2014年3月20日]. （原始内容存档于2014年4月24日）.（英文）
87. ↑  . 每日郵報. 2014年3月6日  [2014年3月20日]. （原始内容存档于2020年11月12日）.（英文）
88. 1 2  乌克兰军机克里米亚边境遭炮击 （页面存档备份，存于），京華時報。
89. ↑  . BBC中文網. 2014-03-11  [2014-03-11]. （原始内容存档于2014-03-15）.
90. ↑  .   [2014-03-16]. （原始内容存档于2016-11-13）.
91. ↑  .   [2014-03-16]. （原始内容存档于2020-06-30）.
92. ↑  .   [2014-03-20]. （原始内容存档于2020-11-18）.
93. ↑  克里米亚亲俄武装攻打西部一乌海军基地 正对峙 （页面存档备份，存于），中新网。
94. ↑  .   [2014-03-20]. （原始内容存档于2020-11-01）.
95. ↑  俄军接管克里米亚另一乌克兰海军基地 （页面存档备份，存于），网易新闻。
96. ↑  .   [2014-03-28]. （原始内容存档于2020-11-01）.
97. ↑  .   [2014-03-25]. （原始内容存档于2020-11-01）.
98. ↑  西方制裁应让俄中两国走得更近 （页面存档备份，存于），俄罗斯之声。
99. ↑  . 新华网. 2014-03-28  [2014-03-30]. （原始内容存档于2014-04-22） （中文（简体））.
100. ↑  .   [2014-04-05]. （原始内容存档于2020-11-18）.
101. ↑  . Reuters. 2014-03-06  [2014-03-06]. （原始内容存档于2014-10-20）.
102. ↑  .   [2014-03-07]. （原始内容存档于2014-08-21）.
103. ↑  普京与国安会举行会议 讨论克里米亚入俄请求(组图) （页面存档备份，存于），环球网。
104. ↑  .   [2014-03-07]. （原始内容存档于2014-03-30）.
105. ↑  . www.kianews.com.ua.   [2014-03-07]. （原始内容存档于2014-03-07）.
106. ↑  . www.kprf.ru.   [2014-03-07]. （原始内容存档于2014-03-08）.
107. 1 2  .   [2014-03-10]. （原始内容存档于2020-11-01）.
108. ↑  外媒：乌克兰临时政府冻结克里米亚自治政府资产 （页面存档备份，存于），中國新聞網。
109. ↑  .   [2014-03-12]. （原始内容存档于2020-11-01）.
110. ↑  .   [2014-03-16]. （原始内容存档于2014-04-07）.
111. ↑  .   [2014-03-16]. （原始内容存档于2014-04-07）.
112. ↑  .   [2014-03-22]. （原始内容存档于2020-11-01）.
113. ↑  克里米亚正式宣布独立 （页面存档备份，存于），网易。
114. 1 2 3  .   [2014-03-22]. （原始内容存档于2014-03-25）.
115. ↑   (PDF).   [2016-02-04]. （原始内容存档 (PDF)于2016-03-03）.
116. ↑  .   [2014-03-28]. （原始内容存档于2018-10-05）.
117. ↑  .   [2014-04-05]. （原始内容存档于2020-11-18）.
118. ↑  .   [2014-04-05]. （原始内容存档于2020-11-18）.
119. ↑  .   [2014-04-05]. （原始内容存档于2014-04-22）.
120. ↑  .   [2014-04-05]. （原始内容存档于2014-07-27）.
121. ↑  克里米亚通过共和国宪法 （页面存档备份，存于），人民网。
122. ↑  .   [2014-04-05]. （原始内容存档于2020-11-01）.
123. ↑  .   [2014-04-05]. （原始内容存档于2014-04-07）.
124. ↑  亲俄示威者在乌克兰顿涅茨克宣称成立独立共和国 （页面存档备份，存于），路透社。
125. ↑  .   [2014-08-29]. （原始内容存档于2020-11-01）.
126. ↑  .   [2014-08-29]. （原始内容存档于2014-09-03）.
127. ↑  . Times Internet Limited. Associated Press.   [2014-03-02].
128. ↑  . IANS. news.biharprabha.com.   [2014-03-01]. （原始内容存档于2020-09-20）.
129. ↑  Doorstep statement （页面存档备份，存于）. NATO website. March 2, 2014
130. ↑  . Nato.int.   [2014-03-03]. （原始内容存档于2014-03-11）.
131. ↑   (PDF). Brussels. EU External Action. 2014-03-01  [2014-03-01]. （原始内容存档 (PDF)于2017-01-07）.
132. ↑  DeYoung, Karen. . Washington Post. 2014-03-01  [2014-03-02]. （原始内容存档于2020-11-16）.
133. ↑  . Sky News. 2014-03-01  [2014-03-01]. （原始内容存档于2016-03-04）.
134. ↑  . The New York Times.   [2014-03-03]. （原始内容存档于2019-05-13）.
135. ↑  Kathryn Blaze Carlson. . The Globe and Mail.   [2014-03-02]. （原始内容存档于2020-11-11）.
136. ↑  . Twitter.com.   [2014-03-02]. （原始内容存档于2020-11-18）.
137. ↑  Foreign Minister of Sweden: It is obvious that there is occupation of Crimea by Russia （页面存档备份，存于）. Interfax-Ukraine. March 2, 2014
138. ↑  . 雪梨晨鋒報. 2014-03-02  [2014-03-02]. （原始内容存档于2017-12-08）.
139. ↑  . 2014-03-02  [2014-03-02]. （原始内容存档于2015-09-24）.
140. ↑  . Administration of the President of the Republic of Bulgaria. 2014-03-01  [2014-03-02]. （原始内容存档于2020-09-17）.
141. ↑   (新闻稿). Ministry of Foreign Affairs of the Czech Republic. 2014-03-01  [2014-03-03]. （原始内容存档于2014-03-03）.
142. ↑  . Dr.dk.   [2014-03-07]. （原始内容存档于2014-12-30）.
143. ↑  . Estonian Ministry of Foreign Affairs. 2014-03-01  [2014-03-02]. （原始内容存档于2014-03-02）.
144. ↑  Tuomioja: Venäjä toteuttaa Krimin sotilaallista haltuunottoa （页面存档备份，存于）, Suomenmaa.fi, 2 March 2014. Accessed on 2 March 2014.
145. ↑  France expressed its concern over the deteriorating situation in Crimea （页面存档备份，存于）. 烏克蘭國家通訊社. 28 February 2014.
146. ↑  . Repubblica.it.   [2014-03-07]. （原始内容存档于2020-09-20）.
147. ↑  . Hotnews.ro（英语：Hotnews.ro）. 2014-03-02  [2014-03-02]. （原始内容存档于2020-11-18） （罗马尼亚语）.
148. ↑  . Msz.gov.pl. 2014-02-26  [2014-03-02]. （原始内容存档于2019-05-16）.
149. ↑  . Ministry of Foreign Affairs, the People's Republic of China. 2014-03-02  [2014-03-03]. （原始内容存档于2014-03-06）.
150. ↑  . www.ukrinform.org. 2018-12-19  [2025-06-28] （中文）.
151. ↑  俄罗斯卫星通讯社. . 俄罗斯卫星通讯社. 20191210T1038+0800  [2025-06-28] （中文）.
152. ↑  . 2014-03-02  [2014-03-02]. （原始内容存档于2014-09-14）.
153. ↑  . 印度時報. 2014-03-19  [2014-03-19]. （原始内容存档于2020-11-12）.
154. ↑  . 哥倫比亞外交部. 2014-02-20  [2014-02-20]. （原始内容存档于2014-02-26）.
155. ↑  . 中華民國外交部. 2014-03-14  [2014-03-14]. （原始内容存档于2020-09-20）.
156. ↑  . 2014-03-02  [2014-03-07]. （原始内容存档于2017-09-07）.
157. ↑  . Ministry of Foreign Affairs, Malaysia. 2014-03-05  [2014-03-08]. （原始内容存档于2014-03-07）.
158. ↑  . 古巴外交部. 2014年3月6日  [2014年3月20日]. （原始内容存档于2014年6月6日）.（英文）
159. ↑  . 环球时报. 2014年3月7日  [2014年3月7日]. （原始内容存档于2020年9月19日）.（英文）
160. ↑  . 阿拉伯敘利亞通訊社. 2014年3月6日  [2014年3月20日]. （原始内容存档于2014年3月17日）.（英文）
161. ↑   [敘利亞阿萨德表示在烏克蘭問題上支持普京]. 欧洲新闻台. 2014年3月6日  [2014年3月19日]. （原始内容存档于2014年3月28日）.（英文）
162. ↑   [普京對烏克蘭行為得到少數派如中國、敘利亞和委內瑞拉支持]. SFGate. 2014-03-12  [2014-03-19]. （原始内容存档于2014-03-12）.（英文）
163. ↑  . 卫星通讯社. 2017-10-12  [2018-03-02]. （原始内容存档于2020-11-18）.
164. ↑  . 聯合國大會. 2014-03-27  [2022-03-01]. （原始内容 (.pdf)存档于2021-11-06）.
165. ↑  哈瓦那时报. . 哈瓦那时报.   [2021-02-03]. （原始内容存档于2022-01-09） （英语）.
166. ↑  . 新浪香港.   [2014-08-13]. （原始内容存档于2014-08-13）.